# Nationalpark Schleswig-Holsteinisches Wattenmeer
Nationalpark Schleswig-Holsteinisches Wattenmeer (tysk) eller Nationalpark Slesvig-Holstensk Vadehav (dansk) er den største nationalpark i Centraleuropa. Parken omfatter store dele af vadehavet foran den nordfrisiske og ditmarske vestkyst.
Vadehavet er udover Alperne det største sammenhængende økologiske system i Europa.

## Historie
Nationalparken blev oprettet i oktober 1985 på samme tid som oprettelser af tilsvarende nationalparker i Hamborg og Nedersaksen. Parken baserer sig på en separat nationalparklov, som definerer blandt andet parkens afgrænsning, formål og beskyttelseszoner. Planer om at frede området fandtes allerede i 1960'erne.
Siden 1990 er området anerkendt som international biosfærereservat.
Siden juni 2009 er det slesvig-holstenske vadehav med på UNESCO's liste over verdens naturarv. Vadehavet er det første tyske naturlandskab, som er udnævnt til verdens naturarv.
Oprettelsen af nationalparken medførte store protester fra blandt andet lokale fiskere, som frygtede indskrænkninger.

## Geografi
Nationalparkens areal strækker sig fra den dansk-tyske grænse i nord til Elbens udløb i syd. I det nordfrisiske afsnit er nationalparken op til 40 kilometer bred. Parken har et samlet areal på 4410 km². Parken er dermed med stor afstand den største nationalpark i Tyskland. Cirka 68 % af parkens samlede areal står permanent under vand. Cirka 30 % er periodisk tør. Størstedelen ejes af staten.
Nationalparken er inddelt i to beskyttelseszoner. Den første zone danner parkens kerneområde. Denne cirka 162.000 ha store zone omfatter cirka en tredjedel af hele arealet og består af blandt andet slik- og sand-vader, saltenge og permanent under vand liggende områder. Dertil kommer sælbanker og vadefuglenes rugekolonier. Den første zone er i princippet lukket område, men der findes undtagelser for fiskere og guidede vadevandringer. Kun et cirka 12.500 ha stor område syd for Hindenburgdæmningen er komplet lukket (zonen med nul udnyttelse).
Den anden zone danner en bufferzone omkring kerneområdet. Her er bæredygtig drift tilladt. Det betyder, at reje- og muslingefiskeri, jagt og drift af vindmøller er tilladt de steder, hvor det belaster naturen minimalt. Af menneskelige aktiviteter kan derudover nævnes kystsikring, skibstrafik, flytrafik, militære øvelsesområder, olieboretårne og opsugning af sten og ral. Den anden zone omfatter også halligerne Sønderog og Sydfald samt øen Trischen i Ditmarsken med få permanente beboere. I den anden zone befinder sig også et cirka 124.000 ha stor beskyttelsesområde for marsvin. Derudover er der temporære beskyttelseszoner for sæler og fugle i den periode, hvor de har unger.
Diger, umiddelbart digeforland og badestrande er for den største del ikke del af nationalparken. Også de større nordfrisiske øer som Sild, Amrum og Før indgår ikke i nationalparken, men er omsluttet af dem.

## Flora og fauna
Nationalparken rummer cirka 700 plante- og 2.500 dyrearter. 250 dyrearter er endemisk i vadehavet. To gange om året udnytter millioner af trækfugle vadehavet som rasteplads på vej til deres vinter- eller sommerkvarterer.
Af dyrearter kan blandt andet nævnes marsvin, grå og spættede sæler og forskellige fiskearter. I 2006 talte nationalparkforvaltningen 6.044 gråsæler i nationalparkens område. Af plantearter kan nævnes tætblomstret hindebæger, kveller, slikgræs og portulak. Af fuglene kan nævnes gravænder, hvidklirer, storspover, hættemåger, strandskader, klyder og knortegås. Tidevandsforskellen i nationalparken ligger mellem 1,5 og 3,7 meter.

## Formål
Parkens formål er at bevare den oprindelige natur for nutidens mennesker og at tilbyde aktiviteter som strandvandringer, ture til sælbankerne, vadehavsvandringer og fugleture.
Nationalparkforvaltningen i Tønning er ansvarlig for organisation og forvaltning, naturbeskyttelse og fredning, monitorering og forskning samt oplysnings- og offentlighedsarbejde. Hos nationalparkforvaltningen er der derudover oprettet to tilsynsråd med cirka 15 medlemmer fra de to kredse Nordfrisland og Ditmarsken. Nationalparkens store informations- og udstillingscenter er Multimar Vadehavsforum i Tønning.

## Galleri
- Pril ved Friedrichskoog
- Salteng ved Wesselburenerkoog
- Strandskader ved Wesselburenerkoog
- Rurer ved Sild